# COVAX

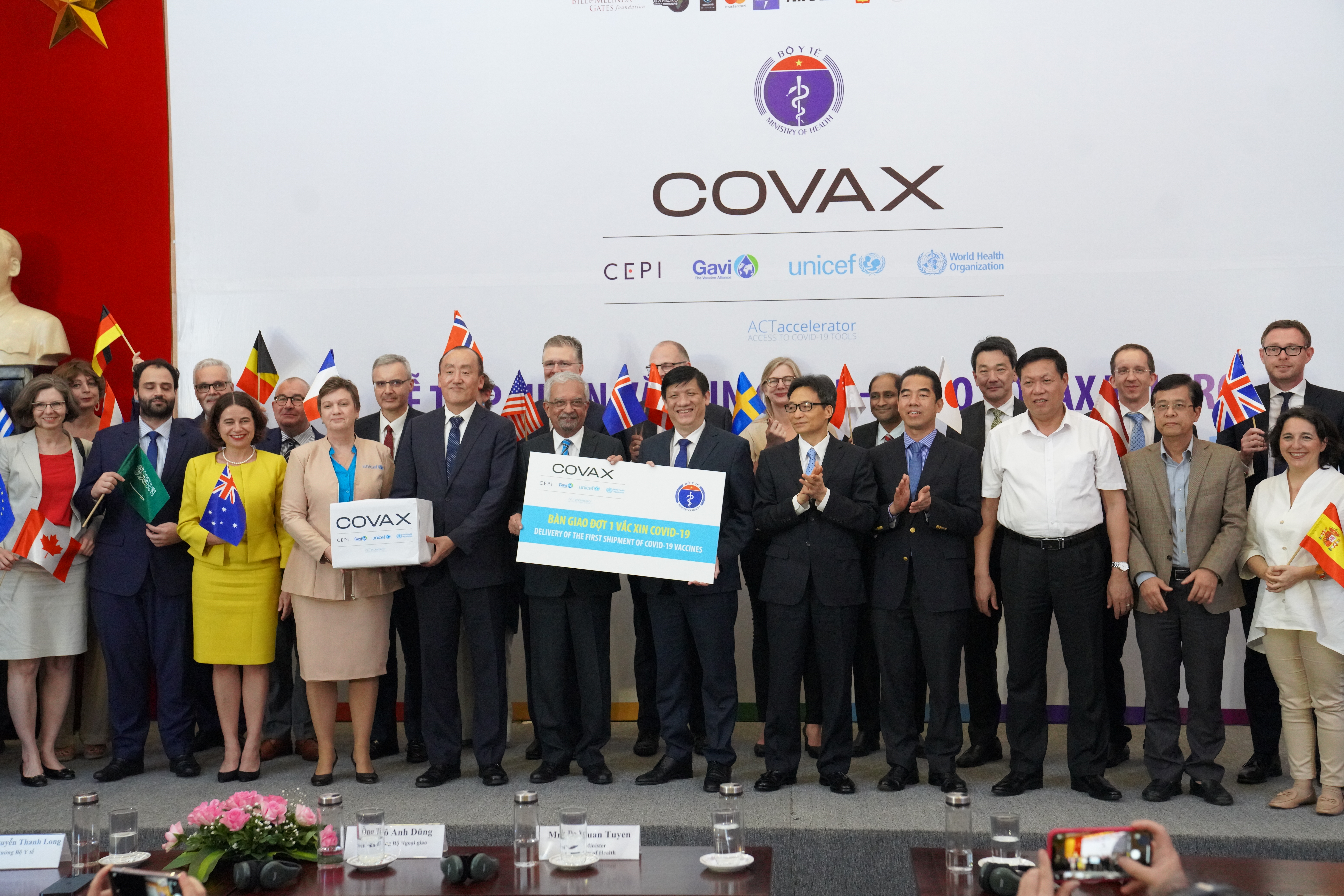
Campagne de Covax au Vietnam

COVAX (COVID-19 Vaccines Global Access) est une initiative ayant pour but d'assurer un accès équitable à la vaccination contre la Covid-19 dans 200 pays.

## Présentation
Les codirigeants de COVAX sont la Coalition pour les innovations en matière de préparation aux épidémies (CEPI), GAVI Alliance (l’Alliance du Vaccin), et l’Organisation mondiale de la Santé (OMS). Le Fonds des Nations unies pour l'enfance (UNICEF) est associé à l'opération. 

### Distribution des vaccins
Le dispositif COVAX doit permettre, dans un premier temps, de distribuer 337 millions de doses de vaccins à 145 pays durant la première moitié de l'année 2021. Pour la fin de l'année, c'est une distribution de 2 milliards de doses, dont 1,3 milliard aux 92 pays avec une économie à faible ou moyen revenu. 
Le 1er mars 2021, le Ghana et la Côte d'Ivoire sont les deux premiers pays à lancer leur campagne de vaccination grâce au dispositif COVAX.
Mi-janvier 2022, la milliardième dose Covax est distribuée par un avion atterrissant au Rwanda à Kigali. 90 % du milliard de doses ont été financés par des dons privés à GAVI Alliance, mais l'objectif d'acheter deux milliards de doses n'a pas été atteint à cause de la concurrence par surenchère à l'achat.

### Financement et donation de vaccin
Il est notamment financé par le GAVI Alliance, l'OMS, et le  CEPI. C'est l'un des 3 piliers du Access to COVID-19 Tools Accelerator, une initiative créée en avril 2020.
Le président américain Joe Biden s'est engagé sur un financement à hauteur de 4 milliards de dollars, l'Union européenne prévoit une contribution de 1 milliard d'euros, alors que l'Allemagne prévoit une donation de 900 millions d'euros,. En juin 2021, les États-Unis annoncent donner à Covax les 3/4 des 80 millions de doses de vaccins destinés à l’étranger.
En avril 2021, Greta Thunberg décide d'apporter à COVAX le soutien de sa fondation par un don de 100 000 euros.
La fondation Bill et Melinda Gates apporte également sa participation à la distribution et à la diffusion des vaccins Covax grâce à une donation de 200 millions d’euros[réf. souhaitée].

### Production de vaccins dans les différents pays du monde
En 2021, les pays occidentaux distribuent à leur population des troisièmes doses de vaccins contre la COVID-19. Mais la maladie s'est aussi répandue dans des régions du monde qui ne bénéficiaient pas de tels vaccins. Si les vaccins avaient été distribués de manière plus équitable, environ 1,3 million de personnes auraient été sauvées en plus, et les variantes delta et omicron qui se sont rapidement diffusées, y compris dans les pays occidentaux, rendant utiles la distribution d'une troisième dose, auraient pu s'éteindre avant de se propager dans le monde entier. Des doses de vaccins diffusées grâce au programme COVAX, produites en occident et données à des pays à faible revenu, ont dû également être jetées, s'étant révélés périmées.
Un autre volet du programme Covax, mais un volet qui s'est révélé plus lent à se concrétiser complètement du fait d'une implication moindre des sociétés occidentales et de problèmes de propriété intellectuelle sur les manières de procéder, a consisté à permettre des productions locales, à des prix plus abordables et par des sociétés non-occidentales, telles que Afrigen,.

### Refus d'adhérer
- Les États-Unis, sous l'administration de Donald Trump, n’adhèrent pas à cette organisation[14]. Toutefois, Joe Biden la rejoint ensuite[15].
- Cuba refuse d'adhérer au dispositif COVAX pour utiliser ses propres vaccins produits sur l'île[16].
- La Chine et la Russie n'en font pas partie[17].